# Campeonato da Europa de Atletismo de 2016 - Salto com vara feminino
A prova do salto com vara feminino do Campeonato da Europa de Atletismo de 2016 foi disputada entre os dias 7 e 9 de julho de 2016 no Estádio Olímpico de Amsterdã em Amesterdão,  nos Países Baixos. 

## Recordes
Antes desta competição, os recordes mundiais e do campeonato nesta prova eram os seguintes:
|                       | Nome              | Nacionalidade | Altura  | Local      | Data                 |
| --------------------- | ----------------- | ------------- | ------- | ---------- | -------------------- |
| Recorde mundial       | Yelena Isinbayeva | Rússia        | 5m 06cm | Zurique    | 28 de agosto de 2009 |
| Recorde do campeonato | Yelena Isinbayeva | Rússia        | 4m 80cm | Gotemburgo | 12 de agosto de 2006 |
| Recorde europeu       | Yelena Isinbayeva | Rússia        | 5m 06cm | Zurique    | 28 de agosto de 2009 |

Os seguintes recordes foram estabelecidos durante esta competição: 
| Data       | Evento | Atleta             | Nacionalidade | Altura  | Notas                 |
| ---------- | ------ | ------------------ | ------------- | ------- | --------------------- |
| 9 de julho | Final  | Katerina Stefanidi | Grécia        | 4m 81cm | Recorde do campeonato |

## Medalhistas
| Ouro                     | Prata            | Bronze                   |
| Katerina Stefanidi (GRE) | Lisa Ryzih (GER) | Angelica Bengtsson (SWE) |

## Cronograma
Todos os horários são locais (UTC+2).
| Data       | Hora  | Evento       |
| ---------- | ----- | ------------ |
| 7 de julho | 10:05 | Qualificação |
| 9 de julho | 19:20 | Final        |

## Resultados

### Qualificação
Qualificação: Desempenho de 4.55 m (Q) ou os 12 melhores qualificados (q).
| Posição | Grupo | Atleta                | Nacionalidade | 4.00 | 4.20 | 4.35 | 4.45 | 4.50 | Resultados | Notas |
| ------- | ----- | --------------------- | ------------- | ---- | ---- | ---- | ---- | ---- | ---------- | ----- |
| 1       | B     | Katerina Stefanidi    | Grécia        | –    | –    | –    | –    | xo   | 4.50       | q     |
| 2       | A     | Femke Pluim           | Países Baixos | –    | o    | o    | o    |      | 4.45       | q, =  |
| 2       | A     | Lisa Ryzih            | Alemanha      | –    | –    | –    | o    |      | 4.45       | q     |
| 4       | B     | Angelica Moser        | Suíça         | -    | xo   | o    | o    | r    | 4.45       | q,    |
| 4       | B     | Martina Strutz        | Alemanha      | –    | xo   | o    | o    | r    | 4.45       | q     |
| 6       | A     | Nikolía Kiriakopoúlou | Grécia        | –    | –    | xxo  | o    |      | 4.45       | q     |
| 7       | A     | Michaela Meijer       | Suécia        | –    | o    | o    | xo   |      | 4.45       | q     |
| 8       | B     | Angelica Bengtsson    | Suécia        | –    | xxo  | o    | xo   | r    | 4.45       | q     |
| 9       | A     | Minna Nikkanen        | Finlândia     | –    | xo   | o    | xxo  |      | 4.45       | q     |
| 9       | A     | Tina Šutej            | Eslovênia     | –    | xo   | o    | xxo  |      | 4.45       | q     |
| 11      | B     | Rianna Galiart        | Países Baixos | o    | o    | o    | xxx  |      | 4.35       | q,    |
| 11      | B     | Wilma Murto           | Finlândia     | –    | –    | o    | xxx  |      | 4.35       | q     |
| 11      | B     | Annika Roloff         | Alemanha      | –    | o    | o    | xxx  |      | 4.35       | q     |
| 11      | B     | Iryna Yakaltsevich    | Bielorrússia  | o    | o    | o    | xxx  |      | 4.35       | q     |
| 15      | B     | Marta Onofre          | Portugal      | o    | xo   | o    | xxx  |      | 4.35       |       |
| 15      | A     | Tori Pena             | Irlanda       | –    | xo   | o    | xxx  |      | 4.35       |       |
| 17      | A     | Maryna Kylypko        | Ucrânia       | –    | o    | xo   | xxx  |      | 4.35       |       |
| 17      | B     | Jiřina Ptáčníková     | Chéquia       | –    | –    | xo   | xxx  |      | 4.35       |       |
| 19      | A     | Fanny Smets           | Bélgica       | xo   | o    | xo   | xxx  |      | 4.35       |       |
| 20      | B     | Sonia Malavisi        | Itália        | o    | o    | xxx  |      |      | 4.20       |       |
| 21      | A     | Justyna Śmietanka     | Polónia       | xxo  | xo   | xxx  |      |      | 4.20       |       |
| 22      | A     | Rebeka Šilhanová      | Chéquia       | o    | xxx  |      |      |      | 4.00       |       |
| 23      | A     | Lisa Gunnarsson       | Suécia        | xo   | xxx  |      |      |      | 4.00       |       |
| 24      | B     | Chloe Henry           | Bélgica       | xo   | xxx  |      |      |      | 4.00       |       |
| 25      | B     | Romana Maláčová       | Chéquia       | –    | xxx  |      |      |      | NM         |       |
| 26      | A     | Nicole Büchler        | Suíça         |      |      |      |      |      | DNS        |       |

### Final
| Posição           | Atleta                 | Nacionalidade | 4.35 | 4.45 | 4.55 | 4.65 | 4.70 | 4.75 | 4.81 | 4.94 | Resultados | Notas                 |
| ----------------- | ---------------------- | ------------- | ---- | ---- | ---- | ---- | ---- | ---- | ---- | ---- | ---------- | --------------------- |
| Medalha de ouro   | Katerina Stefanidi     | Grécia        | –    | –    | o    | o    | o    | –    | xxo  | xxx  | 4.81       | Recorde do campeonato |
| Medalha de prata  | Lisa Ryzih             | Alemanha      | –    | –    | xo   | –    | xo   | r    |      |      | 4.70       |                       |
| Medalha de bronze | Angelica Bengtsson     | Suécia        | o    | o    | xo   | o    | xxx  |      |      |      | 4.65       | Recorde da temporada  |
| 4                 | Nikoleta Kyriakopoulou | Grécia        | xo   | xo   | o    | xxx  |      |      |      |      | 4.55       |                       |
| 5                 | Michaela Meijer        | Suécia        | xo   | o    | xo   | xxx  |      |      |      |      | 4.55       |                       |
| 6                 | Femke Pluim            | Países Baixos | xo   | o    | xxx  |      |      |      |      |      | 4.45       | =                     |
| 7                 | Angelica Moser         | Suíça         | o    | xo   | xxx  |      |      |      |      |      | 4.45       | =                     |
| 7                 | Wilma Murto            | Finlândia     | o    | xo   | xxx  |      |      |      |      |      | 4.45       |                       |
| 9                 | Minna Nikkanen         | Finlândia     | o    | xxo  | xxx  |      |      |      |      |      | 4.45       |                       |
| 10                | Martina Strutz         | Alemanha      | xo   | xxo  | xxx  |      |      |      |      |      | 4.45       |                       |
| 11                | Annika Roloff          | Alemanha      | o    | xxx  |      |      |      |      |      |      | 4.35       |                       |
| 12                | Iryna Yakaltsevich     | Bielorrússia  | xxo  | xxx  |      |      |      |      |      |      | 4.35       |                       |
| 13                | Tina Šutej             | Eslovênia     | xxx  |      |      |      |      |      |      |      | NM         |                       |
| 13                | Rianna Galiart         | Países Baixos | xxx  |      |      |      |      |      |      |      | NM         |                       |

Legenda
| Recorde mundial       | Recorde mundial (World record)               |                       | Recorde africano                      | Recorde africano (African) |                                           | Q | Classificado por posição (Qualified) |
| Recorde do campeonato | Recorde do campeonato (Championship record)  | Recorde da América    | Recorde da América (Americas)         | q                          | Classificado por melhor tempo (Qualified) |   |                                      |
| Melhor marca do ano   | Melhor marca do ano (World leading)          | Recorde asiático      | Recorde asiático (Asian)              | DNS                        | Não largou (Did not start)                |   |                                      |
| Recorde nacional      | Recorde nacional (National record)           | Recorde europeu       | Recorde europeu (European)            | DNF                        | Não terminou (Did not finish)             |   |                                      |
| Recorde pessoal       | Recorde pessoal do atleta (Personal best)    | Recorde da Oceania    | Recorde da Oceania (Oceania)          | DSQ / DQ                   | Desclassificado (Disqualified)            |   |                                      |
| Recorde da temporada  | Recorde da temporada do atleta (Season best) | Recorde sul-americano | Recorde sul-americano (South America) | NM                         | Sem marca (No mark)                       |   |                                      |